# Kandaryn
Kandaryn, kandar, kandarin lub fen – tradycyjna jednostka miary używana w Azji Wschodniej. Równa jest dziesięciu keszom i stanowi dziesiątą część maca. W systemie metrycznym to około 378 miligramów.
W Hongkongu kandaryn zgodnie z ustawą równy jest 2⁄150 uncji, czyli 0,3779936375 grama, w Singapurze zaś 0,377994 grama.
Polska nazwa jednostki notowana od XIX wieku pochodzi od angielskiego candareen, które początkowo jako condrin zapożyczone zostało z malajskiego kandūri. Kandarynem nazywano też jednostkę monetarną wartą kandaryn srebra. Chińskiej nazwy fen używa się dziś do określenia 1⁄100 juana.

## Znaczki pocztowe

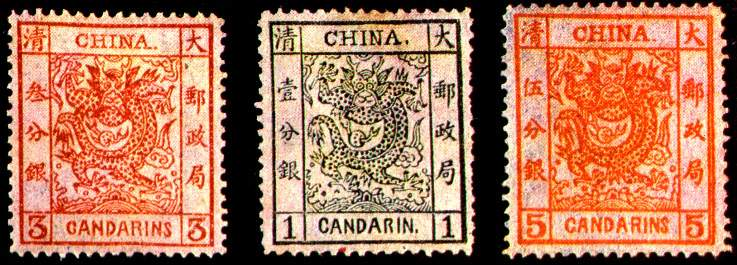
Pierwsza seria chińskich znaczków pocztowych z 1878 roku.

1 maja 1878 roku chińska służba celna zaczęła emisję pierwszych znaczków pocztowych pod nazwą 大龍郵票 (dài lóng yóupiào), czyli „pieczęć wielkiego smoka”. Widniała na nich nazwa państwa po chińsku i angielsku oraz cena podana w kandarynach.